# Sphragis
Als Sphragis (Femininum, Plural Sphragides; von altgriechisch σφραγίς: ‚das Siegel‘) bezeichnet man in der Literaturwissenschaft, vor allem der Altphilologie, das letzte Gedicht einer Gedichtsammlung, wenn es in antiker Tradition einen Hinweis auf den Dichter enthält, sozusagen sein „Siegel“. Bekannte Beispiele sind die Schlussgedichte in Gedichtbüchern römischer Autoren wie Horaz, Martial u. a.
Als Sphragis im weiteren Sinn werden auch alle Techniken bezeichnet, auf verschlüsselte Weise den Namen des Dichters oder einen Hinweis auf seine Identität in den Text einzuarbeiten (z. B. als Akrostichon).